# Ерёмин, Александр Семёнович
Александр Семёнович Ерёмин (12 июля 1908, Курган, Тобольская губерния — 20 июня 1995, Новосибирск) — участник Великой Отечественной войны, командир взвода управления 940-го артиллерийского полка 370-й Бранденбургской Краснознамённой ордена Кутузова II степени стрелковой дивизии 69-й армии 1-го Белорусского фронта, старший лейтенант. Герой Советского Союза (1945). После войны — на хозяйственной работе.

## Биография
Александр Ерёмин родился 12 июля 1908 года в семье рабочего железнодорожной станции в городе Кургане Курганского уезда Тобольской губернии, ныне город — административный центр Курганской области. Русский.
После революции в 1917 году семья переехала на станцию Голышманово Омской железной дороги. После Гражданской войны семья переехала на станцию Колония Омской железной дороги.  В 1923 году вместе с отцом Александр работал ремонтным рабочим на железнодорожных путях на станции Колония.
В 1925 году окончил начальную школу и продолжил учебу в Омской железнодорожной школе-семилетке. В 1928 году стал студентом Омского художественно-промышленного техникума, после его реорганизации учился на строительном факультете, который окончил в 1931 году. Студентом техникума, выполняя комсомольские задания, участвовал в создании колхоза в деревне Ермоловке Калачинского района Омской области. Трудился техником Саратовской столярной фабрики имени Халтурина. Вёл при одной из школ кружок по художественному творчеству.
В 1931—1933 годах служил срочную службу в Красной Армии. С 1935 года работал учителем школы на станции Колония. С 1936 года стал директором неполной средней школы в селе Лопатино Татарского района Западно-Сибирского края. С 1940 года и до начала войны был директором Первомайской средней школы, с. Новопервомайское Татарского района Новосибирской области.
C 1940 года — член ВКП(б), c 1952 года — КПСС.
С началом Великой Отечественной войны в августе 1941 года был вновь призван Татарским РВК Новосибирской области в Рабоче-крестьянскую Красную Армию. Окончил курсы политсостава в 1942 году. В действующей армии с мая 1942 года в должности политрука лыжного батальона Северо-Западного фронта. Лейтенант Ерёмин героически участвовал во многих боях, был ранен. В 1943 году после выхода из госпиталя назначен командиром взвода управления артиллерийской батареи 940-го артиллерийского полка 370-й стрелковой дивизии 2-го Прибалтийского фронта. Затем в составе полка переброшен на 1-й Белорусский фронт.
Командир взвода управления артиллерийской батареи 940-го артиллерийского полка 370-й стрелковой дивизии 69-й армии 1-го Белорусского фронта старший лейтенант А.С. Ерёмин в ночь на 31 июля 1944 года вместе с разведчиком Поксиваткиным скрытно десантировался на крохотный островок на реке Висла в 50 метрах от позиций врага у города Пулавы (Польша) и двое суток вёл корректировку нашего артиллерийского огня, обеспечив подавление огневых позиций врага, форсирование Вислы и высадку десанта. В дальнейших боях вновь проявил мужество и героизм, участвовал в рукопашных схватках с атаковавшими гитлеровцами. В критический момент заменил раненного командира роты и обеспечил успех боя.
За образцовое выполнение боевых заданий командования на фронте борьбы с германским фашизмом и проявленные при этом отвагу и геройство указом Президиума Верховного Совета СССР от 21 февраля 1945 года старшему лейтенанту Ерёмину Александру Семёновичу присвоено звание Героя Советского Союза с вручением ордена Ленина и медали «Золотая Звезда» (№ 5200).
В завершающий год войны доблестно сражался в Висло-Одерской наступательной операции, при захвате и удержании плацдармов на Одере, в Берлинской битве.
В 1946 году был демобилизован, вернулся в город Татарск Новосибирской области. С ноября 1946 года продолжил работать директором Первомайской школы, с декабря 1949 года на партийной работе. В период освоения целинных и залежных земель в 1954 году направлен секретарём парткома «Северо-Татарского», а затем «Киевского» совхозов Новосибирской области. В 1960 году обком КПСС направляет его в рабочий посёлок Ордынское главным инженером Деревообрабатывающего комбината. Затем — начальник производства Алеусской мебельной фабрики в Ордынском районе Новосибирской области.
С 1963 года трудился в городе Новосибирске, в 1964—1965 годах — учитель труда в школе № 154. Затем работал в органах МВД СССР начальником лесобиржевых пиломатериалов предприятия УФ 91/3 (Исправительно-трудовая колония № 3 г. Новосибирска) г. Новосибирска.
После выхода на пенсию жил в Новосибирске, где ещё много лет работал мастером производственного обучения в профессионально-техническом училище.
Александр Семёнович Ерёмин скончался 20 июня 1995 года. Похоронен на Инском (Первомайском) кладбище Новосибирска.

## Награды
- Герой Советского Союза, 21 февраля 1945 года[6][7][8]
  - Медаль «Золотая Звезда» № 5200
  - Орден Ленина
- Орден Красного Знамени, 15 мая 1945 года[9]
- Орден Отечественной войны I степени, 6 апреля 1985 года[10]
- Орден Отечественной войны II степени, 2 октября 1944 года[11]
- Орден Красной Звезды, 31 июля 1944 года[12]
- Медали, в том числе:
  - Медаль «За боевые заслуги», 5 марта 1943 года[13]
  - Медаль «В ознаменование 100-летия со дня рождения Владимира Ильича Ленина»
  - Медаль «За победу над Германией в Великой Отечественной войне 1941-1945 гг.»
  - Медаль «За освобождение Варшавы»
  - Медаль «За взятие Берлина»

## Память
- Имя Ерёмина А. С. увековечено в Новосибирске на Аллее Героев у Монумента Славы, а также в Ордынском мемориальном парке героев-земляков.
- Его именем названа улица в Первомайском районе г. Новосибирска.
- Его именем названа улица в г. Зернограде Ростовской области.
- В 2016 году его именем названа Первомайская средняя общеобразовательная школа Татарского района Новосибирской области[14].
  - На школе установлена мемориальная доска.[15]
- Мемориальная доска на школе № 154 г. Новосибирска.